# Kan'onji (Kagawa)
Kan'onji (観音寺市 Kan'onji-shi?) es una ciudad localizada en la prefectura de Kagawa, Japón. Tiene una población estimada, a inicios de 2022, de 58 487 habitantes.
Su área total es de 117,84 km².

## Geografía

### Localidades circundantes
- Prefectura de Kagawa
  - Mitoyo
- Prefectura de Ehime
  - Shikokuchūō
- Prefectura de Tokushima
  - Miyoshi

## Demografía
Según los datos del censo japonés, esta es la población de Kan'onji en los últimos años.
| 1995   | 2000   | 2005   | 2010   | 2015   | 2022 (est.) |
| ------ | ------ | ------ | ------ | ------ | ----------- |
| 67.542 | 66.555 | 65.226 | 62.690 | 59.409 | 58.487      |

## Relaciones internacionales

### Ciudades hermanadas
- Appleton, Estados Unidos – desde el 27 de enero de 1988